# Ellen Muth
Ellen Anna Muth (Milford, 6 marzo 1981) è un'attrice statunitense.

## Biografia
Muth è nata a Milford (Connecticut) da una famiglia di origini tedesche e rumene. Dopo una breve esperienza come modella, Muth ha scelto di perseguire la propria carriera nella recitazione, dopo aver studiato presso il Teatro Lee Strasberg di New York City. La sua prima esperienza professionale è stata uno spot commerciale nel 1993.
Muth è, per ora, ricordata soprattutto per il suo ruolo, seppure non da protagonista, nel film L'ultima eclissi del 1995. Nel 2003 ha, d'altra parte, ottenuto la parte principale nel telefilm di produzione canadese Dead Like Me: qui interpreta il ruolo di Georgia, una diciottenne che, morta in uno strano incidente, viene scelta, subito dopo la sua dipartita, come assistente della morte.
È membro del Mensa e Intertel.

## Filmografia

### Cinema
- L'ultima eclissi (Dolores Claiborne), regia di Taylor Hackford (1995)
- The Young Girl and the Monsoon, regia di James Ryan (1999)
- Rain, regia di Katherine Lindberg (2001)
- A Gentleman's Game, regia di J. Mills Goodloe (2002)
- Tofu the Vegan Zombie in Zombie Dearest, regia di Lee Stringer (2007) (cortometraggio) (voce)
- Jack N Jill, regia di Jeff Warden (2008) (cortometraggio)
- Dead Like Me - La vita dopo la morte (Dead Like Me: Life After Death), regia di Stephen Herek (2009)
- Rose and Violet, regia di Luc Otter (2011) (cortometraggio)
- Margarine Wars, regia di David Rich (2012)
- Rudyard Kipling's Mark of the Beast, regia di Jonathan Gorman e Thomas Edward Seymour (2012)

### Televisione
- Law & Order - I due volti della giustizia (Law & Order) – serie TV, episodio 8x01 (1997)
- Only Love – film TV (1998)
- The Beat – serie TV, episodio 1x01 (2000)
- Law & Order - Unità vittime speciali (Law & Order: Special Victims Unit) – serie TV, episodio 1x18 (2000)
- The Truth About Jane – film TV (2000)
- Cora Unashamed – film TV (2000)
- Normal, Ohio – serie TV, episodio 1x00 (2000)
- Inferno di fuoco (Superfire), regia di Steven Quale – film  TV (2002)
- Two Against Time – film TV (2002)
- Dead Like Me – serie TV,  29 episodi (2003-2004)
- Hannibal – serie TV,  episodi 1x10-1x12 (2013)